# Bulia bolinalis
Bulia bolinalis är en fjärilsart som beskrevs av Walker 1865. Bulia bolinalis ingår i släktet Bulia och familjen nattflyn. Inga underarter finns listade i Catalogue of Life.